# Chen Yuan-tsung
Chen Yuan-tsung, ó Yuan-tsung Chen (xinès simplificat: 陳元珍) (Shanghai 1929 - ). Editora, traductora i escriptora xinesa.

## Biografia
Chen Yuan-tsung, també coneguda com Chen Yuanzhen, va néixer l'any 1929 a Shanghai. El seu pare era enginyer que havia estudiar a la Universitat de Tsinghua. Als quatre anys va entrar en una escola bilingüe de les missioneres estatunidenques St. Ursula's. Els seus pares van morir deixant-la òrfena a una edat molt jove, va ser adoptada per un oncle que vivia en una casa en la zona de la concessió francesa de Shanghai. Durant la guerra civil entre el Guomindang i els comunistes, el seu oncle va decidir traslladar-se a Hong Kong, però sense Chen que va decidir quedar-se arrossegada per un amic que s'havia incorporat a la clandestinitat comunista. Al cap d'un any va entrar com a dirigient de reforma agrària a la província occidental de Gansu. Després de la fundació de la República Popular el 1949, Chen acabada de sortir de l'institut, va ser contractada en un dels nous ministeris i, el 1950, va ser traslladada a la Central Film Bureau de Pequín, on va treballar d'editora i traductora.

#### Hong Kong i Estats Units
El 1957, la comissària política sota la qual treballava va ser condemnada com a dretana, però ella va conservar el seu lloc.. Poc abans de la Revolució Cultural, el 1958 es va casar amb Jack Chen (també conegut com Chen Yifan) un xinès de la diàspora,periodista i escriptor, fill d'Eugene Chen antic ministre del govern de Sun Yat-sen.
A finals de la dècada de 1960,durant la Revolució Cultural, les actuacions de la Guàrdia Roja (Xina) van fer que Chen i el seu marit enviessin el seu fill petit a Shanghai. Ells van ser acusats de dretans i enviats al camp, però el 1971 van aconseguir marxar a Hong Kong amb permís especial de Zhou Enlai, que Chen havia conegut anys abans a Chongqing. A l'any següent van marxar a els Estats Unitss. Chen va viure a San Francisco, on va exercir d'assistent de biblioteca a la Biblioteca de l'Àsia Oriental de la Universitat de Califòrnia.
El 2010, va deixar Berkeley Hills per tornar a Hong Kong. L'any 2015 va tornar a escriure en una situació enmig del segrest de diverses editorials de Hong Kong per part del Ministeri de Seguretat Pública xinès i la seva extradició a la Xina continental, i l'exigència de la revisió dels manuals escolars, que d'alguna forma li va recordar experiències anteriors.

## Obres destacades
La seva obra principal, escrita en anglès està estructurada en format de trilogia diferenciant tres etapes històriques:
- 1980 - 2008 : Return to the Middle Kingdom: One Family, Three Revolutionaries, and the Birth of Modern China

En aquesta primera obra, explica la història de tres generacions de la família del seu marit Jack Chen, i les tres revolucions que van viure. El 2009 el llibre es va publicar en una versió xinesa amb el títol de Minguo waijiao qiangren Chen Youren : yi ge jiazu de chuanqi 《民國外交強人陳友仁 : 一個家族的傳奇》.
- 1980 - 2013: The Dragon’s Village

És una novel·la autobiogràfica, que tracta sobre la revolució a la Xina. Història inspirada en la seva experiència real a Gansu durant la Reforma Agrària.També descriu de forma sarcàstica la vida dels amics del seu l'oncle, rics industrials i enginyers preocupats per protegir la seva riquesa, i un general enviat a Alemanya per Chiang Kai-shek.Va ser publicada per primera vegada per Pantheon l'any 1980, i el llibre de butxaca va ser publicat per Penguin USA l'any 1981. Moltes escoles l'utilitzen com a lectura obligatòria en cursos de literatura, història, sociologia i ciències polítiques.
- 2022: The Secret Listener: an Ingenue in Mao’s Court

Aquesta tercera part de la seva autobiografia, repassa els moments més significatius de la història i la relació amb la història familiar. Abans de l'any 1949, de 1949 a 1957, el Moviment anti-dretà, el Gran Salt Endavant, la Gran Fam de la Xina, la Revolució Cultural i els anys d'exili.